# I Can't Sleep Baby (If I)
I Can't Sleep Baby (If I) is een nummer van de Amerikaanse R&B-zanger R. Kelly uit 1996. Het is de vierde en laatste single van zijn titelloze tweede studioalbum.
Kelly schreef het nummer nadat hij en zijn vriendin, waar hij zeer verliefd op was, uit elkaar gingen. In 2010 zei hij dat hij nog niet over hun breuk heen heeft kunnen komen. Het nummer is één van Kelly's persoonlijke favorieten. Aanvankelijk wilde hij het met Toni Braxton opnemen, maar die was het met Kelly oneens over de melodie. "I Can't Sleep Baby (If I)" werd vooral een grote hit in de Verenigde Staten, waar het de 5e positie bereikte in de Billboard Hot 100. In de Nederlandse Top 40 kende het minder succes met een bescheiden 33e positie.